# شهرستان شیانگژوو
شهرستان شیانگژوو (به لاتین: Xiangzhou County) یک شهرستان‌های جمهوری خلق چین در چین است که در لایبین واقع شده‌است.